# FLIGHT OF DREAMS
FLIGHT OF DREAMS（フライト・オブ・ドリームズ）は、ボーイング787型旅客機の展示を主体とした複合商業施設である。中部国際空港に併設されている。

## 展示機
ボーイング社から寄贈された787型「ドリームライナー」1号機（機体番号：ZA001、登録記号：N787BA）が屋内展示されている。
ボーイング787型機の部品のうち、35%は日本の三菱重工業や川崎重工業、SUBARUが製造しており、完成部品は中部国際空港よりボーイング 747-400型機を改造したボーイング・ドリームリフター（ボーイング 747-400LCF型機）でシアトルにあるボーイング・エバレット工場まで空輸されている。この縁から、全日本空輸が受領する予定だったが最終的に拒否された1号機が同空港に寄贈され、展示施設として本施設が建設された。

## 館内施設

### FLIGHT PARK
ボーイング787の初号機であるZA001(N787BA)が展示されている。この機体はボーイング・エバレット工場にて製造され、2009年12月15日に初飛行した。各種飛行試験を終えたのち、2015年7月7日にボーイング社から中部国際空港（株）に寄贈された。2017年12月には駐機場から展示施設内まで一般道路を横断して移動された。
2021年2月22日、FLIGHT PARKの有料営業が翌3月末をもって終了すると発表された。終了するコンテンツは、Fly With 787 Dreamliner、奏でる！紙ヒコーキ場、ボーイングファクトリー、お絵かきヒコーキ、エアラインスタジオ。787初号機のコックピット展示・シアトル航空博物館ワークショップ・フライトシミュレーターは存続する。同年12月23日に無料化の上で営業を再開、今後は気軽に楽しめる施設に生まれ変わる。

### SEATTLE TERRACE
ボーイング社の工場があるシアトルをテーマにした商業施設である。シアトルに本社があるスターバックス、ビーチャーズハンドメイドチーズなどの飲食店・小売店がある。
フードコートのうち、一部客席の頭上にZA001の右翼がかかる構造となっている。

### Boeing Store
ボーイング・ストアは、ボーイング社のオリジナル・グッズを販売する店舗である。日本初出店となった。
2023年10月31日をもって閉店。
跡地には2023年12月22日に航空グッズ専門店「LUXURY FLIGHT（ラグジュアリーフライト）」がオープンした。

## ギャラリー

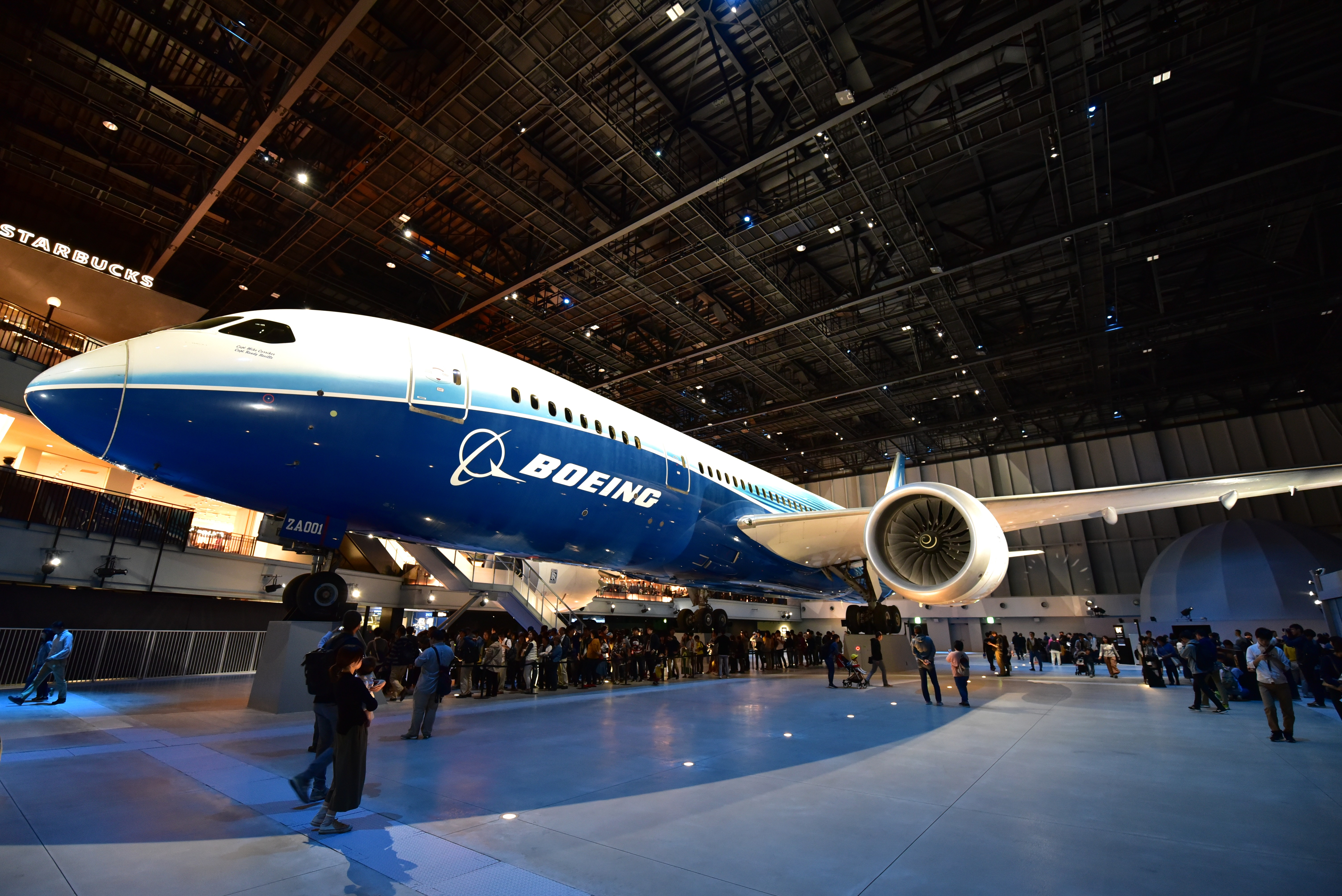
展示されているボーイング787の初号機（ZA001）
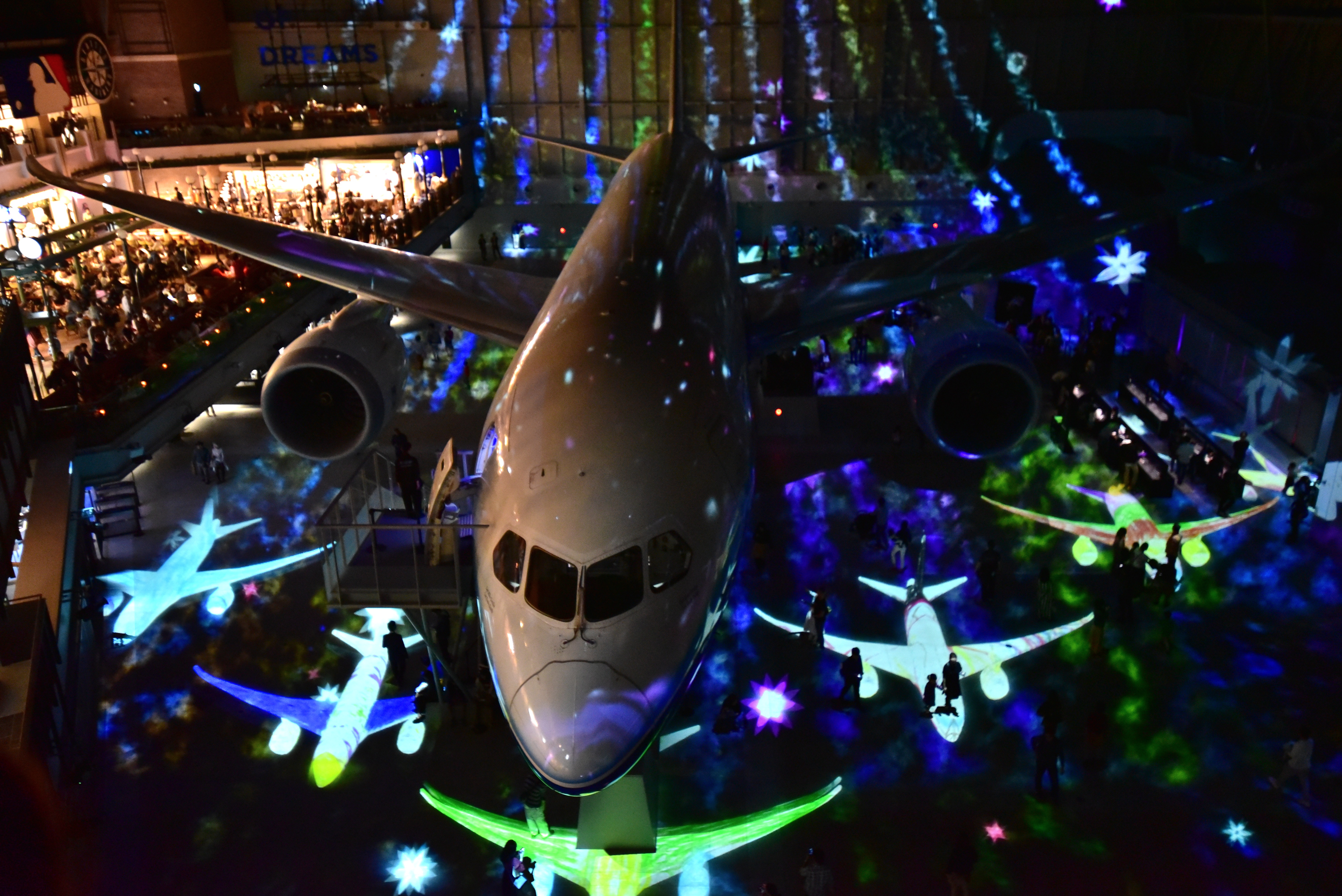
プロジェクションマッピングによる演出
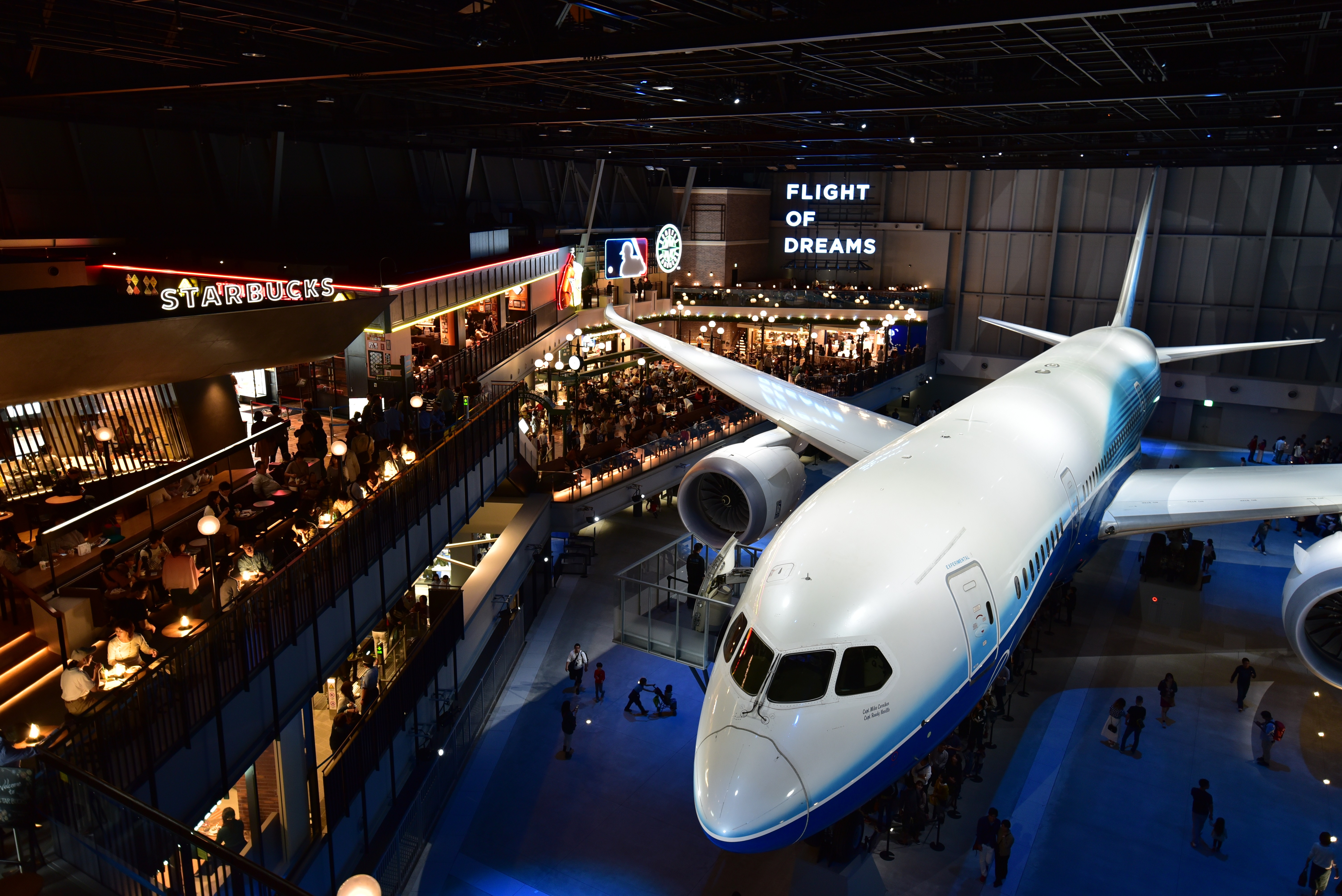
商業施設（左）とボーイング787（右）
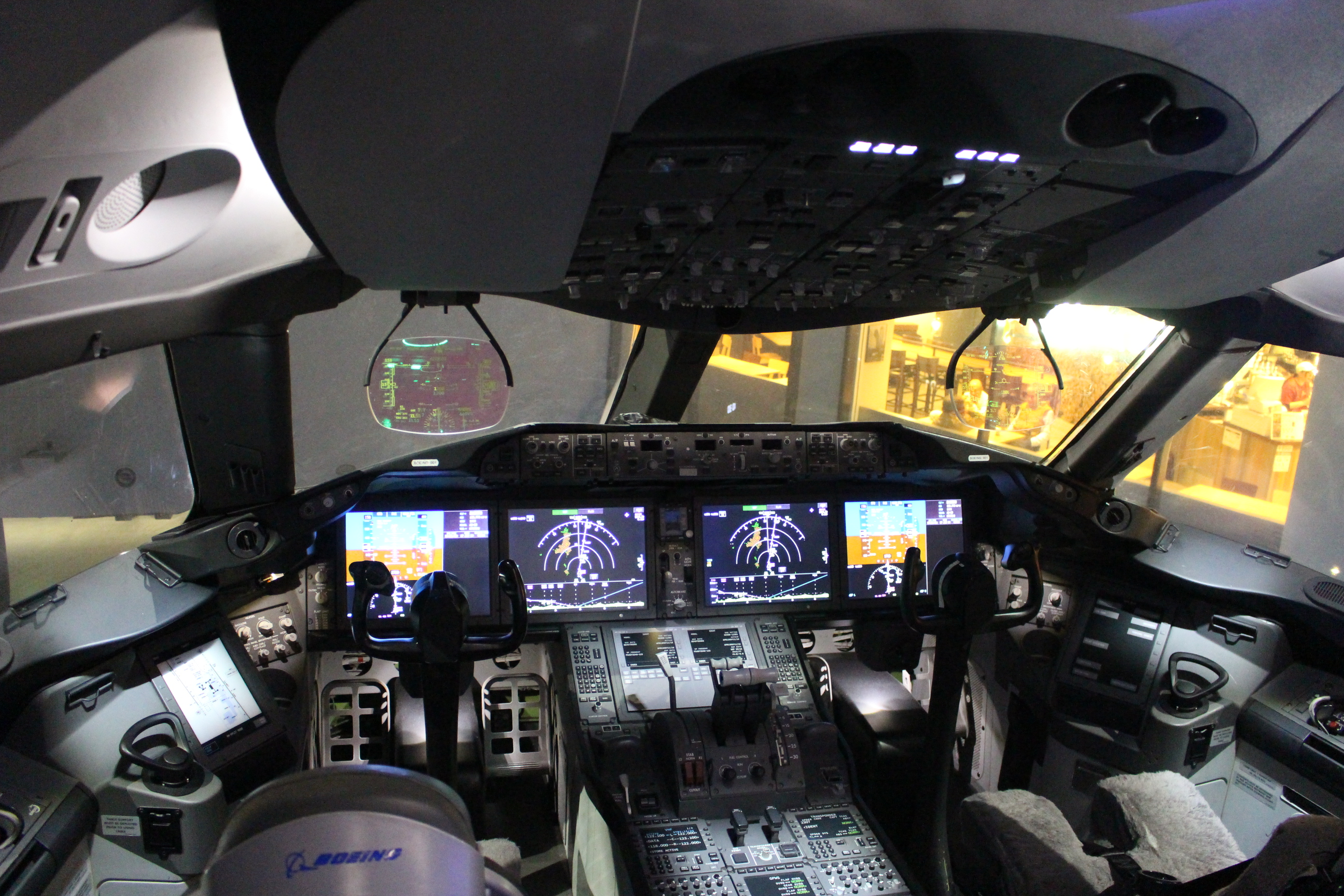
公開されている初号機ZA001(N787BA)のコックピット